# Grande Alliance (traité)
Pour les articles homonymes, voir Grande Alliance.

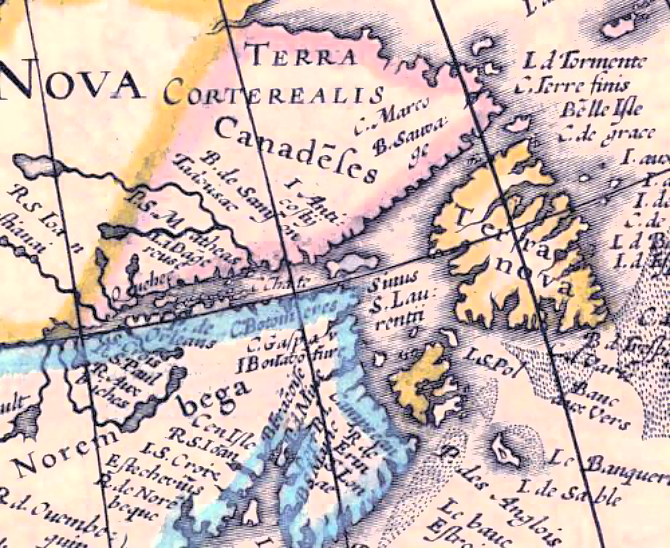
La Pointe Saint-Mathieu est identifiée sur cette carte de 1631, Hendrik Hondius II, America noviter delineate, Amsterdam, 1636.

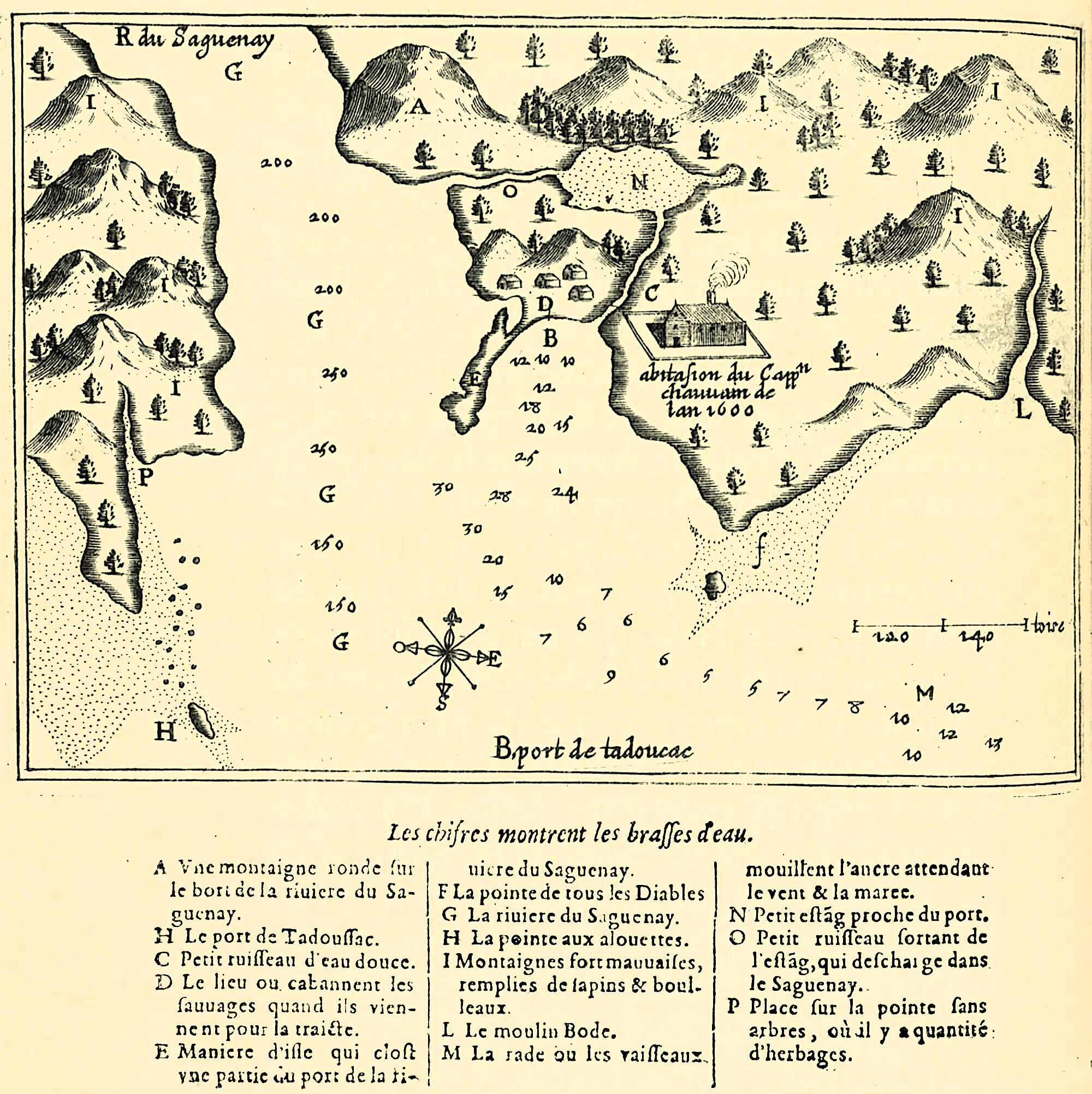
Carte représentant Tadoussac et l"embouchure de la rivière Saguenay.

Le traité de la Grande Alliance a été conclu à « la poincte de Sainct Matthieu » le 27 mai 1603 par le sieur François Gravé du Pont, dit Pont-Gravé, qui représente la France et qui est accompagné de Samuel de Champlain dans un rôle d'observateur, et par des nations autochtones, dont les Innus (appelés Montagnais dans les sources d'époque) et vraisemblablement les Algonquins (Anishinabeg) et les Etchemins (Malécites/Wolastoqiyik). Par ce traité, la France devient le premier royaume européen à proposer une alliance à la fois militaire et commerciale aux Premières nations. Elle obtient ainsi la permission d'installer une colonie permanente dans la vallée du Saint-Laurent. Ce traité constitue un acte fondateur de l'histoire de la Nouvelle-France ; il incarne une politique coloniale basée sur les alliances et l'amitié avec les peuples autochtones, au prix d'une implication de la France dans le conflit militaire qui oppose ses nouveaux alliés aux Iroquois (Haudenosaunee). Le terme Grande Tabagie est parfois utilisé pour référer à la fête qui scelle cette alliance.

## Contexte

### Présence française dans la vallée du Saint-Laurent avant 1603
Les relations commerciales entre Français et Innus dans la région de Tadoussac remontent au moins aux dernières décennies du XVIe siècle et peut-être même aux années 1550. À l'origine, la traite des fourrures constitue une activité secondaire menée par des pêcheurs; un témoignage innu rapporté par un missionnaire jésuite mentionne d'ailleurs la présence d'une vingtaine de navires de chasse à la baleine au cours des années 1560. La traite se développe cependant de façon autonome au cours des années 1580 et, de part et d'autre, on commence à se donner des rendez-vous réguliers à des endroits spécifiés à l'avance. Au début du XVIIe siècle, le commerce des fourrures attire à lui seul des dizaines de navires dans la région à chaque année.
Des marins originaires de Saint-Malo et du pays basque remontent aussi jusqu'au lac Saint-Pierre dans les années 1570, tandis qu'une traite qui attire une dizaine de barques aux rapides de Lachine, en amont de l'actuelle ville de Montréal, en 1603, était vraisemblablement bien établie auparavant.
Les efforts pour établir une véritable colonie française (ou du moins un poste de traite permanent) ne donnent cependant lieu qu'à de « vaines tentatives », pour reprendre l'expression de l'historien Marcel Trudel. L'expédition menée en 1541 par Jean-François de La Rocque de Roberval, à laquelle Jacques Cartier participe en tant que maître pilote, tourne au désastre et les survivants rentrent en France en 1543. Celle de Pierre de Chauvin de Tonnetuit construit une petite habitation à Tadoussac en 1600, mais celle-ci est abandonnée l'année suivante après un hiver brutal qui ne laisse que quelques survivants. Les résultats ne sont pas plus probants en Floride, au Brésil ou à l'île de Sable, au large de l'actuelle Nouvelle-Écosse, où d'autres tentatives de colonisation françaises échouent également. Samuel de Champlain pointera du doigt la mauvaise planification, la méconnaissance des lieux, l'indiscipline des colons et la détérioration des relations avec les peuples autochtones pour expliquer ces échecs répétés.

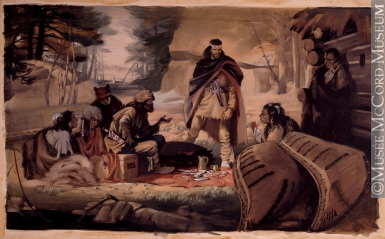
La traite des fourrures au XVIIe siècle. Cette peinture d'Archibald Bruce Stapleton (1917-1950) représente Pierre-Esprit Radisson, Médart Chouart des Groseillers et leurs partenaires autochtones en 1662.

### Commerce des fourrures et conflits entre nations autochtones
L'intensification de la traite entraîne un conflit armé qui perdure entre les Innus et leurs alliés, d'une part, et les nations iroquoises, principalement les Mohawks (Kanien'kehà:ka), d'autre part. Chacun des deux camps souhaite contrôler le commerce avec les marchands français. Or, ceux-ci savent que les fourrures en provenance du nord du Saint-Laurent, et que les Innus trappent eux-mêmes ou qu'ils acquièrent auprès de nations amies, sont plus nombreuses et de meilleure qualité que celles que les Mohawks peuvent leur fournir.

### Une première alliance franco-innue en 1600?
Selon l'historien Éric Thierry, la construction d'une habitation à Tadoussac par Pierre Chauvin et le sauvetage des survivants de l'habitation par les Innus indique qu'une alliance existe déjà en 1600-1601. L'abandon de la colonie affaiblit cependant cette alliance, qu'il faudra renouveler en 1603,.

## L'expédition de 1603

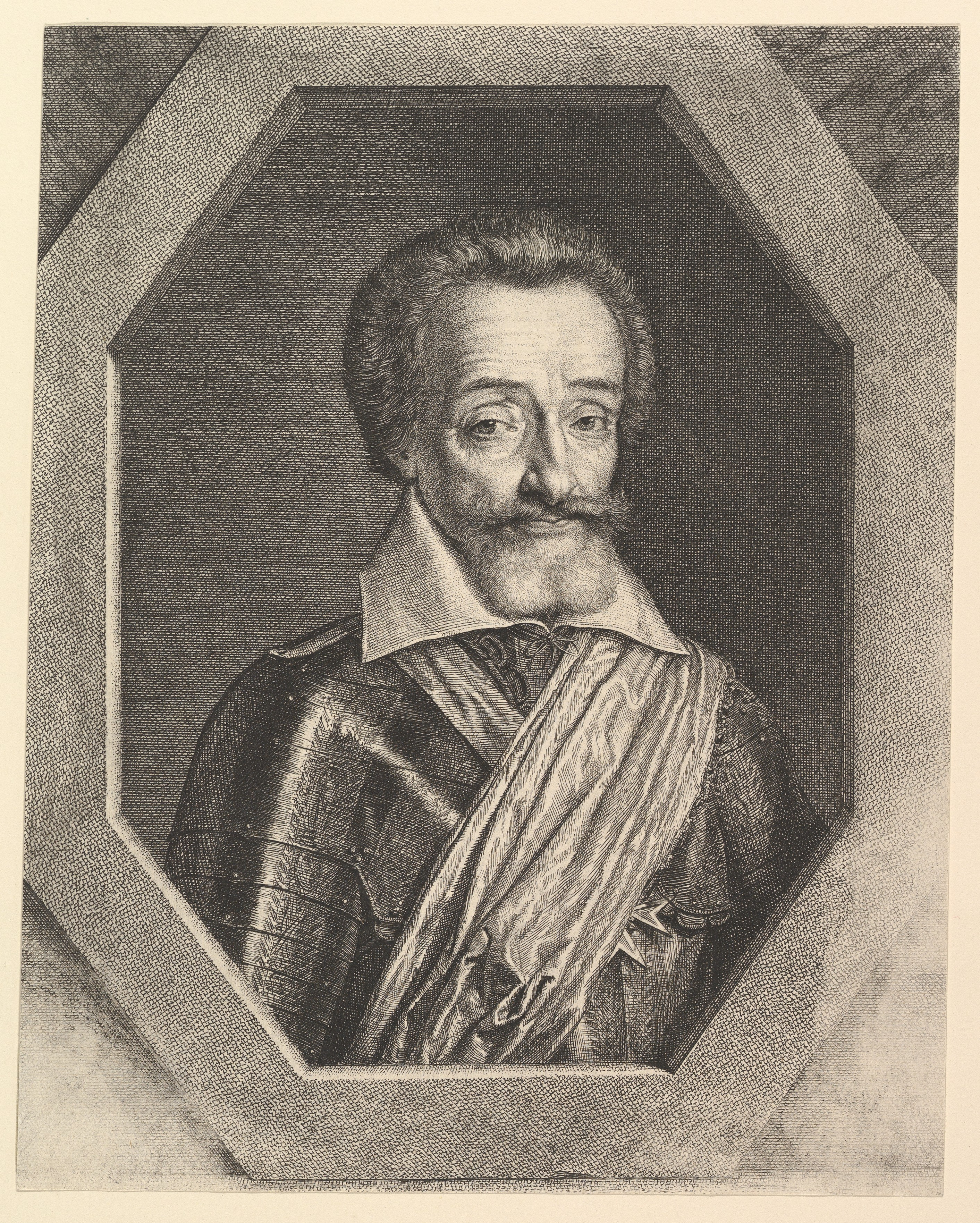
Portrait du roi Henri IV de France.

### Préparation et objectifs
En 1602, le roi Henri IV confie au chevalier Aymar de Chaste, vice-amiral de la marine française, le soin de relancer les efforts de colonisation en Nouvelle-France. Une expédition, prévue pour 1603, devra explorer la vallée du Saint-Laurent pour identifier un site où implanter une future colonie permanente et tenter de trouver un passage vers la Chine. Elle devra aussi consolider les relations avec les peuples autochtones afin d'obtenir la permission d'installer une colonie sur leur territoire. Enfin, le Trésor royal n'étant pas en mesure de financer le projet, l'expédition devra s'autofinancer grâce aux profits de la pêche et de la traite des fourrures,.
Trois navires sont affrétés pour le projet, dont la Bonne Renommée, un vaisseau de 120 à 150 tonneaux armé par des marchands de Honfleur en Normandie, et La Françoise, un bâtiment de 100 tonneaux fourni par des marchands de Rouen.

### Les personnages-clés de l'expédition
Aymar de Chaste, âgé et à la santé chancelante, n'effectue pas la traversée de l'Atlantique lui-même. Il confie plutôt le commandement de l'expédition à François Gravé du Pont, dit Pont-Gravé, un marin malouin d'expérience qui a déjà effectué plusieurs voyages de traite dans la vallée du Saint-Laurent. Pont-Gravé est notamment l'un des premiers Français à avoir atteint le lac Saint-Pierre vers 1578; il fait aussi partie de l'équipage de Pierre de Chauvin en 1600 et parle vraisemblablement la langue innue,.
Le géographe et dessinateur Samuel de Champlain fait aussi partie de l'expédition, mais seulement à titre d'observateur. Il n'occupe aucune fonction spécifique au sein de la chaîne de commandement; sa mission consiste à informer le roi au sujet de ce qu'il voit. Le récit qu'il produira à son retour constitue la seule source écrite que nous possédions au sujet de la négociation de la Grande Alliance,,.
Enfin, l'expédition ramène en Amérique deux jeunes Innus qui viennent de passer une année en France sur l'invitation de Pont-Gravé et avec l'accord des chefs de leur nation. Pendant leur séjour, ils ont visité le pays, appris la langue française et rencontré le roi Henri IV, qui leur a fait bon accueil. Leur témoignage favorable au sujet du pays et du traitement qu'ils y ont reçu sera d'une importance capitale lors des négociations d'alliance,.

### La traversée

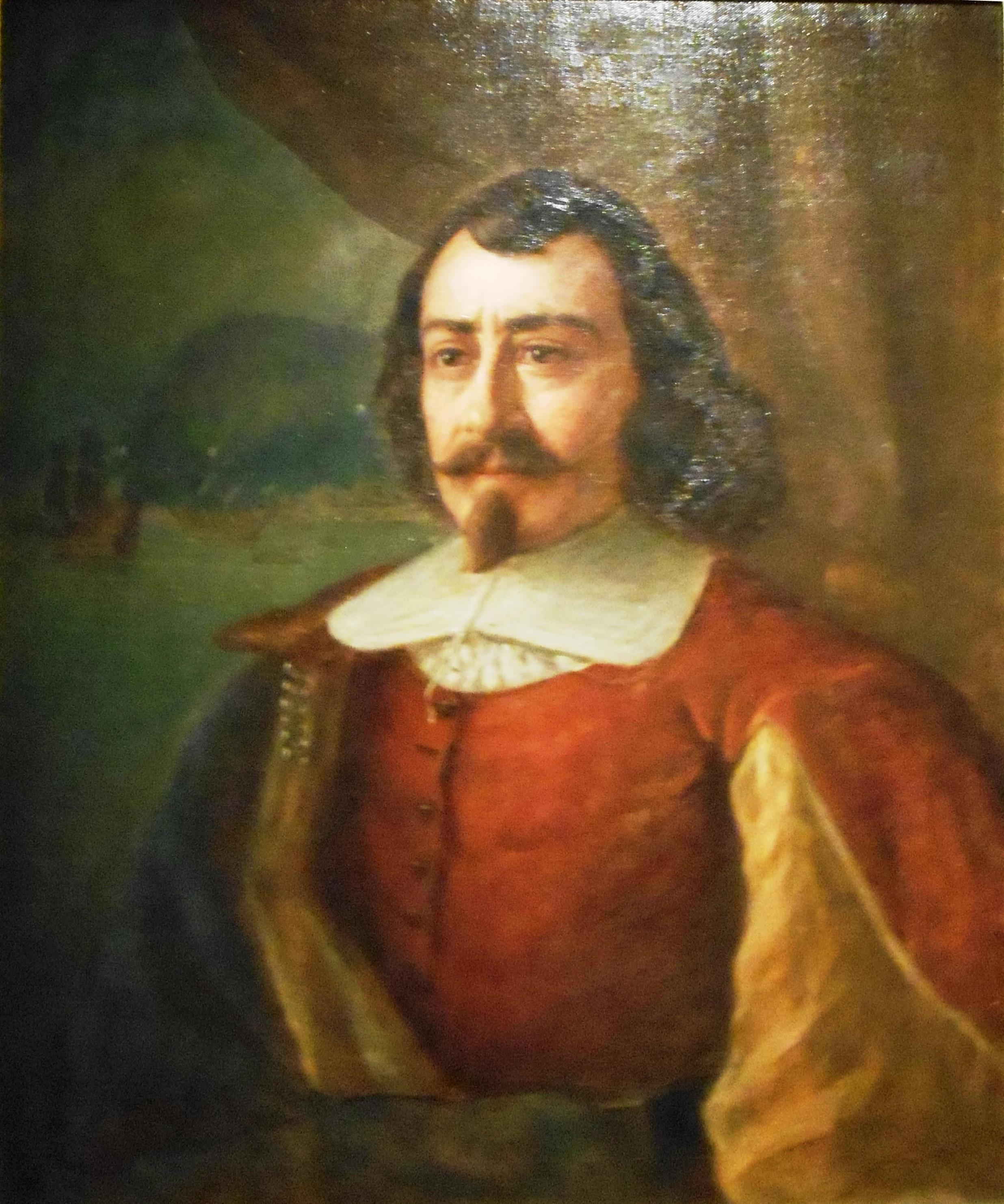
Portrait de Samuel de Champlain.

L'expédition quitte Honfleur le 15 mars 1603. En cours de chemin, elle essuie une tempête qui dure 17 jours et doit contourner un archipel d'icebergs. Le 7 mai, elle longe Terre-Neuve; le 20, elle est à l'île d'Anticosti et, le 21, après avoir aperçu Gaspé, elle remonte le fleuve Saint-Laurent jusqu'au Bic pour enfin traverser à Tadoussac, où les navires accostent le 26 mai,.
Ils se déplacent à une lieue de là, sur la pointe Saint-Mathieu (aujourd'hui Pointe-aux-Alouettes), où quelque 80 à 100 Autochtones faisaient « tabagie » (c'est-à-dire festin) sous la direction du  « grand sagamo » Anadabijou. Ils célébraient la victoire de 1 000 guerriers Innus, Algonquins et Etchemins sur les Iroquois à l’embouchure de la rivière des Iroquois (aujourd'hui la rivière Richelieu).

## Diplomatie et célébrations

### La tabagie du 27 mai 1603
Quand Champlain et ses compagnons arrivèrent sur la Pointe, les [autochtones] étaient en train de faire tabagie. Ils fêtaient une récente victoire remportée sur les Iroquois et, comme preuve, ils exhibèrent aux yeux des Français plus de cent crânes sanglants qu'ils avaient remportés de leur expédition à l'entrée de la Rivière-des-Iroquois. Champlain et Pontgravé avaient ramené avec eux deux [Innus] qui avaient suivi Pontgravé en France, lors d'un récent voyage. Ils furent les interprètes entre les Français et les [Autochtones]. Adanabijou, le chef de ces derniers, reçut très aimablement les voyageurs et il les fit asseoir à côté de lui. L'un des [Innus] rapatriés prononça alors un grand discours. Il raconta toutes les merveilles qu'il avait vues en France et les bons traitements dont il avait été l'objet. Adanabijou fit ensuite distribuer du petun et, quand tout le monde eut fumé dans le calumet de la paix, le chef fit à son tour une longue harangue dans laquelle il se félicitait d'avoir su conquérir l'amitié du Français. Puis, le festin se continua : on mangea, on chanta et l'on dança jusques près du matin.
Le 27 mai 1603, Pont-Gravé, Champlain et les deux jeunes Innus qui viennent de passer un an en France débarquent et visitent le camp d'Anadabijou, le chef des Innus de Tadoussac, à la pointe Saint-Mathieu. Quelque mille personnes s'y trouvent. Pont-Gravé connaît déjà Anadabijou, qu'il a rencontré lors de précédents voyages de traite et qui le reçoit favorablement. La communauté d'intérêts commerciaux est claire. Le roi de France, dit Pont-Gravé, veut le bien des Innus. Il propose de peupler le pays et de les aider à faire la paix avec les Iroquois ou, si cela est impossible, de les aider à les vaincre. Selon l'historien Maxime Gohier, cette politique de paix où les Français joueraient un rôle de médiateurs s'inscrit dans la continuité de la politique étrangère menée alors par la France en Europe. Pour Anadabijou, une présence militaire et commerciale française permanente semble attrayante. Il préfère cependant une véritable alliance militaire à la médiation : en signe d'alliance, les Innus donnent à Pont-Gravé une captive iroquoise qu'il pourra ramener en France. L'échange de captifs constitue, selon l'historien Brett Rushforth, une pratique répandue qui permet de solidifier les liens entre alliés tout en gênant les tentatives, pour l'une des parties, de se rapprocher de la nation ennemie dont proviennent les captifs en question.

### La seconde tabagie du 9 juin 1603
Le 28 mai au matin, les Autochtones démantèlent leur camp de la pointe Saint-Mathieu et se déplacent vers le havre de Tadoussac, où le vaisseau-amiral de l'expédition de Pont-Gravé, la Bonne Renommée, est ancrée. Il faut quelque 200 canots pour transporter le millier de personnes présentes, leurs fourrures et leurs autres biens. Une fois rendus à destination, les Autochtones rebâtissent le camp et préparent une nouvelle célébration de la victoire contre les Iroquois.

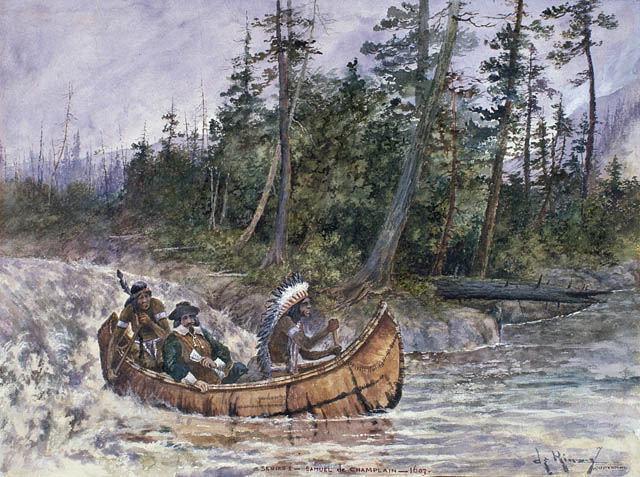
Représentation de Champlain dans un canot avec deux Autochtones, descendant des rapides.

Cette fois, c'est le chef algonquin Tessouat qui est l'hôte de ses alliés innus et etchemins. Champlain, dans son rapport, ne mentionne aucune rencontre diplomatique formelle entre Français et Autochtones à cette occasion. Il décrit cependant les chants, les danses et les échanges de cadeaux auxquels il assiste:
Or, en faisant cette danse, le sagamo des Algonquins, qui s'appelle Bessouat, était assis devant lesdites femmes et filles, au milieu de deux bâtons où étaient les têtes de leurs ennemis pendues. Quelquefois, il se levait, et s'en allait, haranguant et disant aux Montagnais et Etchemins: "Voyez comme nous nous réjouissons de la victoire que nous avons obtenue sur nos ennemis. Il faut que vous en fassiez autant, afin que nous soyons contents." Puis, tous ensemble disaient: "Ho, ho, ho." Dès qu'il fut retourné à sa place, le grand sagamo et tous ses compagnons dépouillèrent leurs robes, était tous nus hormis leur nature, qui est couverte d'une petite peau, et ils prirent chacun ce que bon leur sembla, comme des matachias, des haches, des épées, des chaudrons, des graisses, de la chair d'orignal, de loup-marin. Bref, chacun avait un présent, qu'ils allèrent donner aux Algonquins. [...] Ils firent encore mettre deux hommes de chaque nation des plus dispos, qu'ils firent courir, et celui qui fut le plus rapide à la course eut un présent.

### Une alliance franco-innue ou multipartite?
Champlain ne mentionne pas explicitement les nations présentes lors de la tabagie du 27 mai, la seule où des négociations diplomatiques auraient eu lieu. Deux courants historiographiques, qui se basent sur des interprétations différentes du texte de Champlain et du contexte général des relations entre peuples autochtones au XVIIe siècle, proposent des conclusions opposées. L'un de ces courants, auquel appartient l'historien Mathieu d'Avignon, affirme que seuls les Innus ont participé aux négociations avec Pont-Gravé et que le titre de premiers alliés des Français, avec lequel ils ont fréquemment été désignés, indique que l'alliance de 1603 ne concerne qu'eux. L'autre courant, représenté par l'historien Alain Beaulieu, considère plutôt que les Innus, les Algonquins et les Etchemins étaient vraisemblablement tous présents le 27 mai, ou du moins qu'il faut considérer les événements du 27 mai et ceux du 9 juin comme un tout indivisible. L'alliance inclurait donc bel et bien les trois peuples.
En pratique, lorsque Champlain partira en campagne militaire contre les Iroquois à partir de 1609, ce sera en compagnie de guerriers de plusieurs nations, dont les Innus, les Algonquins et les Hurons. Une alliance en bonne et due forme avec les Micmacs et les Etchemins permettra la fondation de deux établissements français en Acadie, d'abord à l'île Sainte-Croix en 1604, puis à Port-Royal en 1605. Les Algonquins Népissingues, les Outaouais et les Pétuns se joindront aussi à l'alliance lorsque Champlain hivernera en pays huron en 1615-1616.

## Bilan de l'expédition de 1603

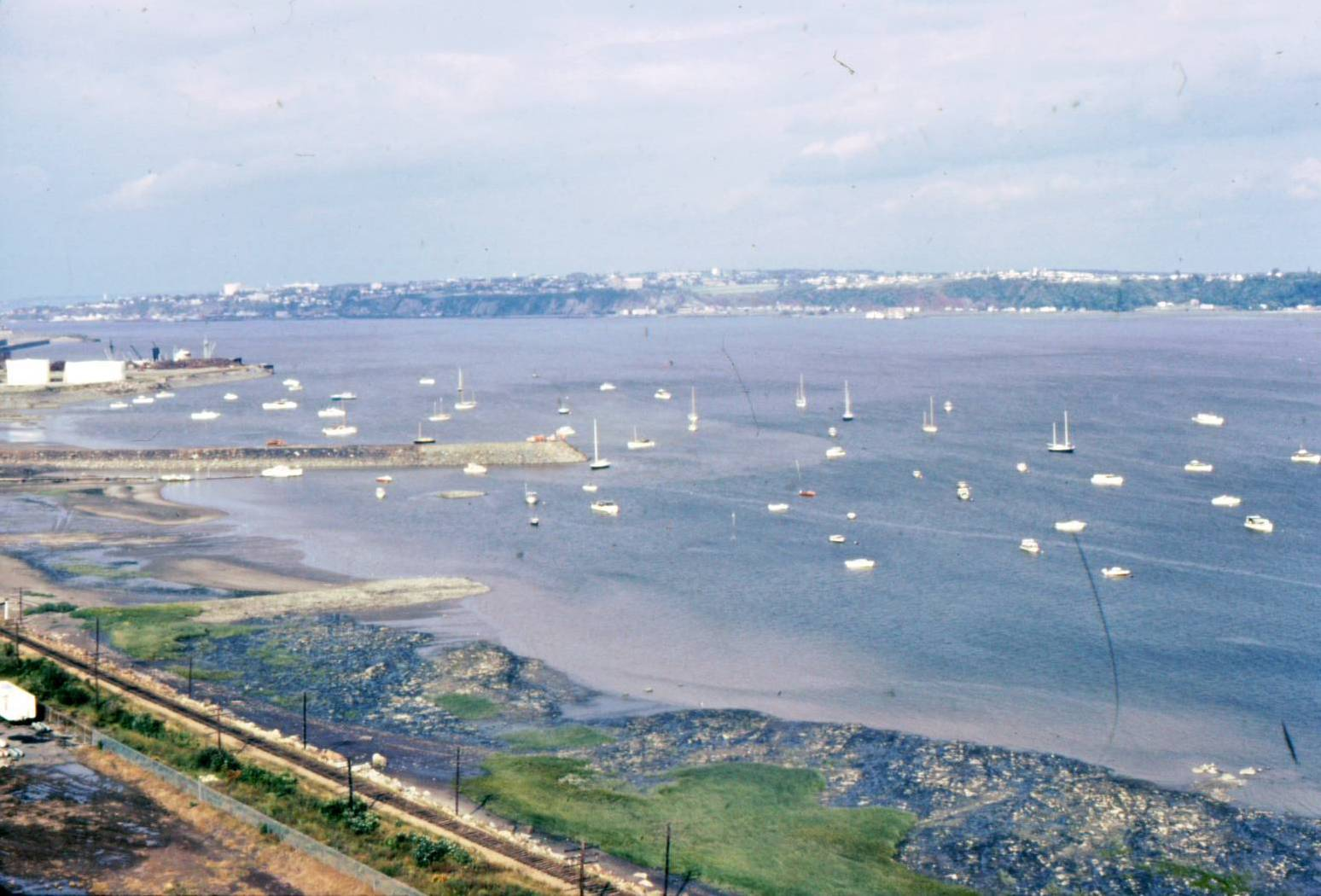
Le fleuve Saint-Laurent, en face de Sillery (Québec), en 1964.

### Exploration de la vallée du Saint-Laurent
Peu après la seconde tabagie, Champlain cartographie et sonde le havre de Tadoussac, puis il remonte le cours inférieur du Saguenay. Ses alliés innus, qui souhaitent protéger leur rôle d'intermédiaires entre les Français et les nations autochtones de l'intérieur (dont les Cris de la Baie-James), ne le laissent cependant pas aller plus loin. Champlain, qui espérait trouver le passage du nord-ouest vers la Chine, doit renoncer à ce projet. Il obtient cependant une description sommaire du haut Saguenay, du lac Saint-Jean et des territoires en amont.
Le 18 juin, Pont-Gravé, Champlain et quelques-uns de leurs hommes quittent Tadoussac à bord d'une barque, en compagnie de guides autochtones en canot, pour remonter le fleuve Saint-Laurent. Ils apportent des instruments de mesure qui permettront à Champlain de cartographier et de sonder le fleuve de façon systématique. Le 22, ils explorent l'île d'Orléans, baptisent les chutes Montmorency et jettent l'ancre au futur site de Québec. Champlain ne choisit pas ce toponyme, qui apparaît déjà sur une carte de 1601 dessinée par Guillaume Levasseur. Les rapides en amont de Montréal arrêtent leur progrès: impossible d'aller plus loin sans abandonner la barque et diviser les Français entre plusieurs canots autochtones, ce que Pont-Gravé juge risqué. Mais en discutant avec ses guides autochtones, Champlain parvient à se faire une idée assez précise de la topographie de la région des Grands Lacs, du haut Saint-Maurice et de la façon d'accéder au fleuve Hudson en remontant le Richelieu. Champlain a accompli sa mission. L'expédition rebrousse chemin le 4 juillet et rentre à Tadoussac le 11,.

### Opérations commerciales et retour en France
La Bonne Renommée quitte Tadoussac le 11 juillet ou peu après. Pendant l'absence de Pont-Gravé et de Champlain, les Français restés à Tadoussac ont continué à pêcher et à commercer avec les Autochtones, mais il reste du travail à faire pour assurer le succès commercial de l'expédition. Du 15 au 19, le navire s'arrête dans la région de Gaspé pour remplir sa cale de poisson. Puis, pendant que Jean Sarcel, un associé de Pont-Gravé, explore l'Acadie, Pont-Gravé et Champlain reviennent à Tadoussac du 3 au 16 août pour une nouvelle ronde de traite des fourrures. L'expédition quitte finalement Gaspé le 24 août et entre au Havre, en France, le 20 septembre. Le bilan financier est positif: les investisseurs qui ont contribué au financement de l'expédition encaissent un profit d'environ 30% à 40%,.

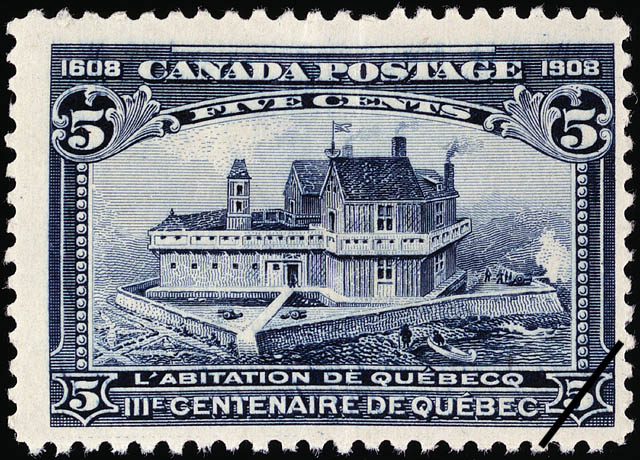
Timbre-poste canadien de 1908 représentant l'Abitation de Québec, premier établissement fondé par Samuel de Champlain sur le territoire de Québec (1608).

### Fondation de Québec
Champlain revient dans la vallée du Saint-Laurent en 1608 pour fonder une colonie permanente à Québec. Les Innus voient d'un bon œil la création de ce poste français armé en amont de Tadoussac, qui protégera un important site de pêche à l'anguille contre les attaques des Iroquois, et ils lui accordent leur permission. Mais il lui rappellent bientôt la contrepartie de leur assentiment: en bons alliés, les Français doivent les aider à vaincre leurs ennemis. Champlain entreprend d'abord des tractations diplomatiques auprès des Iroquois, qui ne mènent à rien. En 1609, il se résout à faire campagne. Le 30 juillet, Champlain, deux de ses hommes et une soixantaines de guerriers Innus, Hurons-Wendats et Algonquins affrontent quelques centaines de Mohawks à Ticonderoga, lors de la bataille du lac Champlain. À la demande de ses alliés, Champlain tire de l'arquebuse dans les rangs serrés de l'ennemi. Il a surchargé son arme de quatre balles et tue trois chefs mohawks d'un coup, avant qu'un de ses compagnons, embusqué, ne mette les Iroquois en fuite avec un tir d'enfilade. L'alliance remporte une seconde victoire en 1610, près de l'actuelle ville de Sorel-Tracy, à l'embouchure du Richelieu, puis une troisième en 1616. Les projectiles d'armes à feu transpercent les armures d'écorce des Iroquois plus facilement que les flèches, ce qui rehausse le prestige des Français au sein de l'alliance.
L'historiographie a longtemps accusé Champlain d'avoir provoqué, ou du moins envenimé, le conflit entre les Innus, leurs alliés et les Iroquois, et d'avoir par le fait même déclenché une sorte de guerre de cent ans entre la Nouvelle-France et l'Iroquoisie. Les ethnohistoriens de la fin du XXe siècle ont cependant reconnu qu'un état de guerre existait entre les Mohawks et leurs voisins du nord des décennies avant la fondation de Québec. Les victoires de 1609-1616 ont aussi permis de stabiliser la situation politique dans la vallée du Saint-Laurent pendant une génération, les Iroquois évitant de s'y aventurer à cause de la supériorité des armes françaises,.

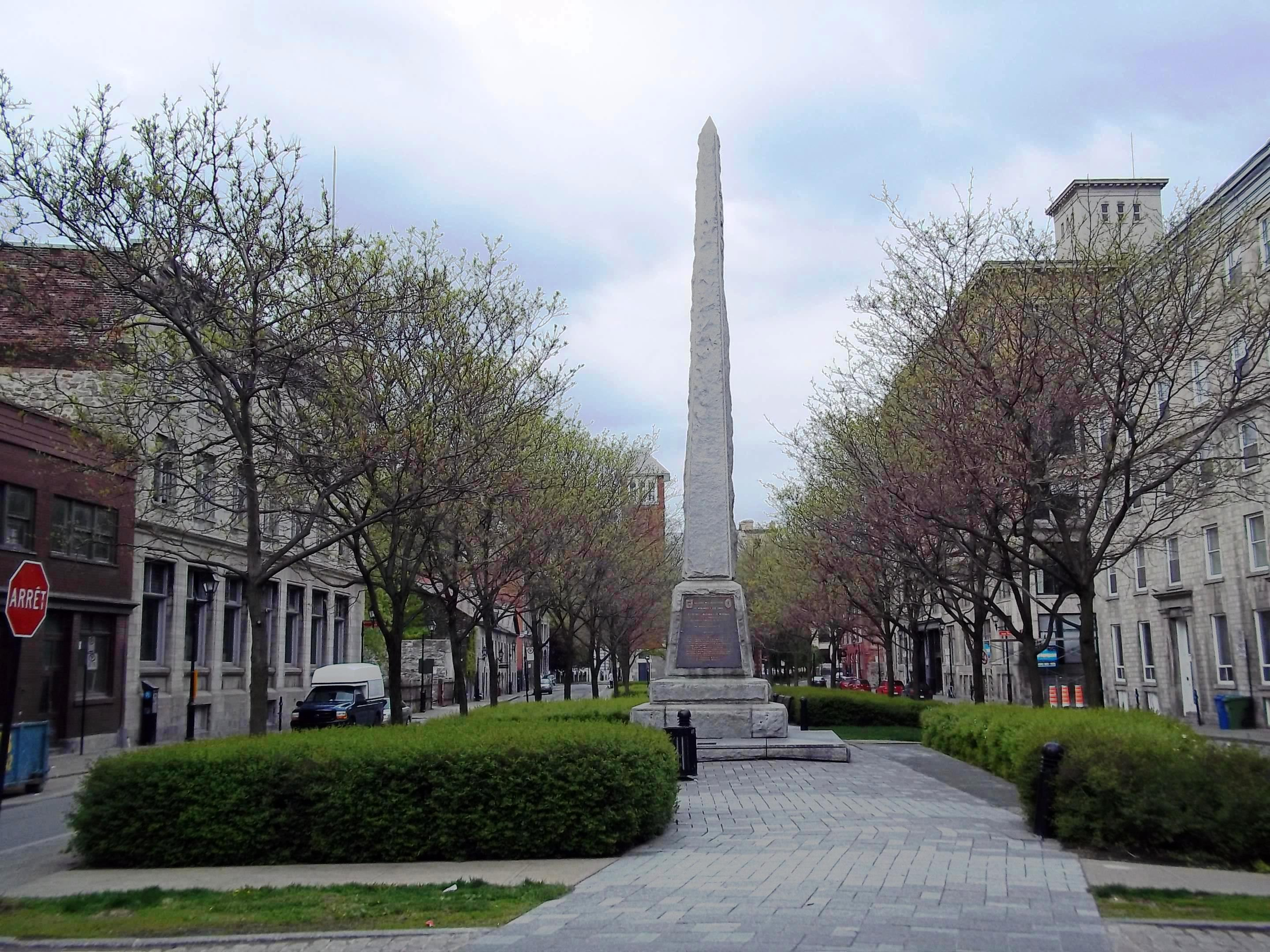
Place de la Grande-Paix-de-Montréal, dans le Vieux-Montréal.

## De la Grande Alliance à la Grande Paix de Montréal
Une histoire plus complexe s'impose autour de nouveaux éléments dont l’Alliance avec le grand Sagamo du « Canada », Anadabijou et les peuples autochtones, sont au cœur d'une histoire interculturelle, politique et  commerciale qui est officialisée par les différents acteurs qui participent aux célébrations. Les Alliances avec les peuples autochtones et leur maintien s’inscrivent, à partir de l’Alliance de 1603, dans la politique de la France qui, en s’alliant avec les Peuples autochtones reconnaît leurs droits des peuples souverains sur leurs terres. 
La Grande Alliance constitue un événement crucial dans l'histoire de la Nouvelle-France. Les Français obtiennent la permission de créer une colonie permanente dans la vallée du Saint-Laurent et consolident leur accès au vaste réseau commercial des Innus et de leurs alliés, qui s'étend jusqu'aux Grands Lacs et à la baie d'Hudson. L'alliance incarne aussi la stratégie coloniale française, dans laquelle la France tentera de s'imposer comme médiatrice dans les conflits entre nations autochtones, ce qu'elle fera pour apaiser les tensions au sein même de l'alliance dès 1613. L'historien Alain Beaulieu considère que la Grande Alliance constitue l'énoncé de la politique nord-américaine de la France tandis que la Grande Paix de Montréal, où le gouverneur français se voit reconnaître formellement ce rôle d'arbitre (quoique les Iroquois résisteront en pratique jusqu'en 1717), en constitue l'aboutissement.
Les relations au sein de l'alliance demeurent parfois précaires. En 1624, Samuel de Champlain se plaint des Innus, qu'il qualifie de pires ennemis que les Français puissent avoir, après un épisode de violences et de menaces mutuelles étant allées jusqu'au meurtre. La tradition orale des Premiers Peuples, quant à elle, affirme que les relations se détériorent rapidement lorsque la population d'origine européenne augmente et que l'administration coloniale ne voit plus autant d'intérêt à respecter ses engagements envers ses alliés autochtones. L'alliance se maintient cependant, dans ses grandes lignes, jusqu'à la conquête de la Nouvelle-France par la Grande-Bretagne.

### En Mémoire du traité
La portion de la route 138 qui traverse le village de Baie-Sainte-Catherine se nomme maintenant la route de la Grande-Alliance, en souvenir du premier traité entre Français et peuples autochtones.